# お玉牛
『お玉牛』（おたまうし）は、上方落語の演目。別題『堀越村のお玉牛』（ほりこしむらのおたまうし）、『堀越村』（ほりこしむら）。
北面の武士である松本丹下が身に覚えのない誹謗により娘とともに都を落ち延び、大和国と紀伊国の境にある堀越村の農家に宿を取ったところ、丹下は急逝して残った娘が農家の妻の妹として暮らすこととなり、その娘に近在の男たちが言い寄ろうと競い合う内容。江戸落語でも同題で演じられるが、江戸では松本丹下の娘が村に居着く下りが省略されている。これについて宇井無愁は、（元の）「話が二つに割れて統一を欠く」原因を、「落語と講釈が同席した時代にそのかね合いを考慮した結果らしい」と記し、内容が「時代錯誤」（「北面の武士」は「大時代」、後半は江戸時代）とした上で「後半だけを独立した一席話とする東京のやり方は、むしろ賢明といえる」と評している。一方、佐竹昭広・三田純一編著の『上方落語』上巻では、「元来、前半部は、お玉の生い立ちを説明するために、あとから付加された蛇足のようなものだったと推測されるから、省略した方がすっきりするのはあたりまえかもしれない」とし、松本丹下の下りを入れた場合の演題が『堀越村のお玉牛』であると記している。
民話にも同工の話があり（『日本昔話集成』「嫁の輿に牛」、『日本昔話名彙』「牛の嫁入り」）、『上方落語』上巻は「後半部は、今なお、各地に独立した笑話として伝承されている」とする。
また『上方落語』上巻は、作中の人名から「下野国（原文ママ）岡田郡羽生村の累にまつわる怪談への連想を喚起されよう」とし、こづきの源太が鎌を扱う場面も同じ題材をもとにした歌舞伎『色彩間苅豆』などを意識したものではないかとする。
艶笑話の面があり、かつてはかなりきわどい演出も見られたが、立花家花橘がきれいな形に変え、それを3代目桂春団治が受け継いだ。

## あらすじ
※以下、娘の来歴を省略した口演による。
紀州と大和の国境あたりにある堀越村の若い男たちが集まって、京都の奉公先から戻ってきた美女・お玉の噂話をしている。そこへ遅れて現れた通称「アババの茂兵衛」が「玉ちゃんのことは、あきらめてもらおか。俺が『うん』と言わせたんやさかいな」と告げ、ひとつのキセルをふたりで吸い合った、と自慢する。茂兵衛はその後、お玉の襟元に手を差し入れて、「この手、奥まで入れさしてもろてええか?」とお玉に問い、お玉は「あんたにまかせた体じゃもの、どうなと信濃の善光寺（＝どうとでもしなさい、という地口）……」と答えた、と言う。男たちが「玉ちゃん、ホンマにそんなこと言うたんか?」と叫ぶと、茂兵衛は「言うた、思て目ェ覚ましたら、夢や」と明かし、男たちを怒らせる。
そこへ、通称「こづきの源太」が鎌を振り回して踊り、「よいよ、よいと、こらこら、うれしィてたまらん」と奇妙な歌を歌いながら現れる。男たちが「どないしたんや、そないに浮かれて」と訊くと、源太は「お前ら、これがうれしィてどないなるかい。玉ちゃんのことは、俺が『うん』と言わせた」と答える。男たちが「また夢の話か」とあきれていると、源太は「俺は今の今、玉ちゃんに会（お）うて訊いたったんや。『断れば、この鎌で胴ン腹（どんばら）にお見舞い申すぞ。うん、と言え! うんか? 鎌か? ウンカマか?』……玉ちゃん、『うん』言いよった。『こっちおいで』言うて竹藪へ連れて行たら、『今晩、裏の切り戸開けときますさかい、忍んできてくれたら、うん、言おうやおまへんか』やて……」と一方的にまくし立て、ふたたび鎌を振って歌いながら去っていく。
その頃、帰宅したお玉は、泣きながら両親に源太の乱暴ぶりについて訴える。父親は大いに怒り、「心配すな、わしがなんとかしたる。こうしよう、わしの部屋にお玉寝かせ。お玉の部屋に、こないだ博労（ばくろう＝家畜の仲買）してきた牛ィ寝かしとけ」と母親に命じる。
夜ふけになり、源太が、歌い踊りながらお玉の家にやってくる。源太は切り戸が開いていることを確認し、台所から忍び入る。「玉の居間は、台所の次の間。ここから忍んで、おお、そうじゃ、そうじゃ」と歌舞伎のような口調になって喜ぶ（※ここで下座からハメモノが流れる）。暗闇の中でお玉の部屋にたどり着いた源太は、障子を開けて布団を探り当て、めくって中をまさぐる。「玉ちゃん、えらい毛だらけやなあ……ああ、布団の下に毛布着してもうとんねん。……大きい体やなあ。寝肥（ねぶとり）かいな? 頭どっちや? 恥ずかしがってんと、なんとか言いな」
源太の手は何かぶらぶらしたものに当たる（※このとき演者は、まさぐる動作を左手だけで上手側に移動させて演じながら、たたんだ扇子の端を右手でつまんでぶら下げ、それを表現する）。「うれしいなあ、昼と夜で髪を変えて、お下げに結うてくれたあンねん（※ここで扇子が動き、演者の頭をはたく）……お下げでどつかんかて（＝殴らなくても）ええやないかい。何かベチャベチャする……鬢付け（びんつけ）やな。さぞええ匂いするやろな、嗅がしてもらおか。……ウーッ、この鬢付け腐ってけつかる。いや、俺の鼻が下衆鼻（げすばな）やさかいこんな臭いすんのや」源太が触っていたのは牛の尾と肛門であった。
（※ここで演者が下手側に手を移し、左手に縦に折った手ぬぐいと扇子でV字を作って立てて持ち、右手でその手ぬぐいを触る）「ああ、こっちが頭やな。なるほど一本こうがい。ウニコールの一本こうがいは高いと聞いてるがな。どこの質屋へ持って行ても、50両の値打ちあるで。それだけあったら……（※扇子のほうに手が当たる）ほ、ほう。こっちにもあるわ、二本こうがいか。こら100両……ホンマに頭はどこや」
角を引っぱられ、揺さぶられた牛は怒り、「モオオオ」と大きなうなり声を上げる（※下座のハメモノが止む）。激しく驚いた源太はお玉の家を飛び出し、兄貴分宅に転がり込む。兄貴分が「誰やと思たら、小突きの源太やないかい。今晩『お玉とこ行く』てえらそうに抜かして、お玉を『うん』と言わしたか」とたずねると、源太は、
「いいや。『もう』と言わしてきた」

## 落ちについて
前田勇は「単に牛の鳴き声とのみ解さないで、感動詞『えゝ、もう』の意にもひびかせて演ずるのがよい」と記している。

## 評価
『上方落語』上巻は、お玉を都から来た「貴種」としたことで周囲の田舎の男をもてあそんでいる印象があり、そのお玉が源太の脅しに泣きつくという点が整合しないとして、「せっかくいい素材を民話に求めながら、お玉の造形において惜しいかな失敗していると評さざるを得ない」とする。